# 利亚娜·梅萨
利亚娜·梅萨（西班牙語：Liana Mesa，1977年12月26日—），古巴排球运动员。她曾代表古巴参加2004年和2008年夏季奥林匹克运动会排球比赛，其中2004年奥运会获得一枚铜牌，2008年奥运会则获得第四名。